# أنطوان فافر
أنطوان فافر (بالفرنسية: Antoine Favre)‏ هو محامي ومحامي وشاعر فرنسي، ولد في 15 أكتوبر 1557 في بورغ أون بريس في فرنسا، وتوفي في 28 فبراير 1624 في شامبيري في فرنسا.